# Dereveankî, Vasîlkiv
Dereveankî (în ucraineană Дерев`янки) este un sat în comuna Krușînka din raionul Vasîlkiv, regiunea Kiev, Ucraina.

## Demografie
Componența lingvistică a localității Dereveankî
     Ucraineană (100%)
Conform recensământului din 2001, toată populația localității Dereveankî era vorbitoare de ucraineană (100%).